# Меггі Ґрін
Меггі Ґрін, пізніше Меггі Рі (англ. Maggie Greene) — вигаданий персонаж серії коміксів видавництва Image Comics Ходячі мерці, яку зіграла Лорен Коен в однойменній телевізійній екранізації.
У серії коміксів Меггі стає сурогатною матір'ю Софії після самогубства матері дівчини Керол. Меггі спочатку невпевнена в собі та в депресії, намагаючись покінчити життя самогубством після вбивства всієї її родини. З часом вона загартовується і стає самостійною. Пізніше Меггі бере участь у війні проти Спасителів, під час якої вона заохочує людей слідувати за Ріком Граймсом замість Грегорі та Ніґана. Люди Хіллтопа слухають її, і вона стає їхнім фактичним лідером. Після війни у Меггі народжується син, названий на честь її батька Гершелем. Вона як і раніше люто захищає своїх дітей, а також Карла Граймса, водночас перебуваючи у суперечках зі своїм попередником Грегорі. Багато людей ставлять під сумнів її лідерство через її більшу турботу про свою внутрішню групу, але є деякі, хто боготворить її, включаючи Данте, який, як показано, відчуває до неї почуття.
У телевізійному серіалі Меггі не поділяє невпевненості своєї колеги по коміксах і з самого початку більш незалежна. Спочатку Меггі була недосвідченою та не знала про апокаліпсис, оскільки її переважно переховували на сімейній фермі Ґрін, але як тільки прибула група Ріка, вона швидко виростає в запеклого та вмілого бійця, навчившись володіти зброєю та брати участь у постачанні для групи. Меггі починає випадкові стосунки з Гленном після того, як дізнається про його закоханість у неї, але наполягає, що це лише тимчасова домовленість. Пізніше вона розуміє, що закохалася в нього, і зрештою вони одружуються. Меггі бере на себе ту саму керівну роль Хіллтопа, як і в коміксах так і в серіалі, у неї починається конфлікт із Грегорі.
Коен вступила в суперечку щодо оплати праці з AMC після завершення її контракту як регулярного серіалу «Ходячі мерці» наприкінці восьмого сезону. Вона попросила підвищення зарплати ближче до своїх колег-чоловіків Ендрю Лінкольна та Нормана Рідуса, але AMC відмовився. Врешті-решт вона уклала угоду з'явитися в дев'ятому сезоні з обмеженою кількістю шести епізодів у першій половині, поки обидві сторони не зможуть досягти згоди. Після цього вона зіграла в серіалі ABC Віскі Кавалер, який був скасований після одного сезону. Було підтверджено, що Коен повернеться до «Ходячих мерців» як регулярного серіалу в його одинадцятому сезоні після її повторної ролі в другій половині десятого сезону.

## Поява
Меггі Ґрін — друга донька Гершела, непокірна та незалежна молода жінка, яка покинула коледж. Гершель забарикадував її, її родину та друзів на фермі та тримав їх ізольовано, залежними виключно від ресурсів ферми, не знаючи, що відбувається у зовнішньому світі.
Їй швидко подобається Гленн, коли його група прибуває на ферму, і вони починають низку сексуальних контактів, поки її батько не знає про їхні стосунки. Їхні стосунки з кожним днем поступово стають серйознішими та сердечнішими, і вони часто покладаються один на одного. Після різанини в сараї, яка забрала життя кількох братів і сестер Меггі, Гершель витісняє групу Гленна з ферми, однак Меггі переконує свого батька дозволити Гленну залишитися. Минають дні після від'їзду групи, і сім'я Ґрін помічає ослаблення захисних конструкцій приміщень. Після цього вони вирішують переїхати у в'язницю. Меггі та Гленн продовжують свій роман у в'язниці, постійно займаючись сексом під відкритом небом.
Невдовзі Меггі, її брата Біллі та Гершела спіткала трагедія, коли її дві молодші сестри були жорстоко вбиті одним із ув'язнених, що залишилися у в'язниці, який виявився психопатичним садистом. Сім'я залишається близькою до стану глибокої депресії протягом тривалого проміжку часу, коли Меггі опинилася в центрі напружених стосунків Біллі та Хершеля. Спочатку вона намагається розірвати стосунки з Гленном, параноя з приводу ідеї, що триваюча модель смерті її близьких незабаром досягне Гленна. Вона вирішує в останню хвилину продовжувати тримати його після того, як він переконав їй, що він допоможе їй пережити смерть рідних. Коли ув'язненого готують повисіти у дворі, Меггі холоднокровно застрелює його.